# Parigi-Camembert 2000
La Parigi-Camembert 2000, sessantunesima edizione della corsa e valida come evento del circuito UCI categoria 1.2, si svolse il 25 aprile 2000, per un percorso totale di 206 km. Fu vinta dal francese Didier Rous, al traguardo con il tempo di 4h43'17" alla media di 43,631 km/h.
Partenza con 180 ciclisti, dei quali 85 portarono a termine il percorso.

## Ordine d'arrivo (Top 10)
| Pos. | Corridore         | Squadra         | Tempo    |
| ---- | ----------------- | --------------- | -------- |
| 1    | Didier Rous       | Bonjour         | 4h43'17" |
| SQ   | Lance Armstrong   | US Postal       | a 6"     |
| 3    | Igor Flores       | Euskaltel       | s.t.     |
| 4    | Yvon Ledanois     | F. des Jeux     | s.t.     |
| 5    | Patrice Halgand   | Jean Delatour   | s.t.     |
| 6    | Benoît Salmon     | AG2R Prév.      | s.t.     |
| 7    | Sergej Ivanov     | Farm Frites     | s.t.     |
| 8    | Unai Etxebarria   | Euskaltel       | s.t.     |
| 9    | Haimar Zubeldia   | Euskaltel       | a 13"    |
| 10   | Sébastien Hinault | Crédit Agricole | a 46"    |